# Le Retour à la raison
Pour plus de détails, voir Fiche technique et Distribution.
Le Retour à la raison est un court métrage français expérimental réalisé par Man Ray et sorti en 1923. Il s'agit d'un film abstrait, constitué de textures animées, de photogrammes, s'inscrivant dans le courant de première avant-garde.

## Genèse
Le film a été spécialement commandé à Man Ray par Tristan Tzara pour être projeté avant une représentation de sa pièce de théâtre le Cœur à gaz.

## Synopsis
Des formes géométriques mobiles se croisent, se transforment en relief, et des ombres sont projetées sur le buste d'une femme (Alice Prin), connue sous le nom de « Kiki de Montparnasse ».

## Fiche technique
- Réalisation : Man Ray
- Durée : 3 minutes
- Genre : film expérimental
- Date de sortie : 5 juillet 1923[3]

## Distribution
- Alice Prin

## Réception
Le film a été projeté dès le lendemain de sa réalisation, lors de la Soirée du Cœur à barbe, et a provoqué un scandale.

## Critiques
Ce court métrage est une expérimentation dans le domaine du surréalisme, qui a influencé d'autres réalisateurs par la suite.